# Haltepunkt Mainz-Laubenheim
Der Haltepunkt Mainz-Laubenheim ist der Bahnhof des Stadtteils Laubenheim der rheinland-pfälzischen Landeshauptstadt Mainz, an der Bahnstrecke Mainz–Mannheim. Seit Juni 2018 ist Laubenheim ein Halt der halbstündlich verkehrenden S-Bahn-Linie S6 der S-Bahn RheinNeckar. Die Station ist von DB Station&Service der Preisklasse 5 zugeordnet.

## Geschichte
Der Haltepunkt Mainz-Laubenheim wurde gemeinsam mit dem ersten Streckenabschnitt (Mainz–Oppenheim) der von Mainz über Worms, Frankenthal und Ludwigshafen nach Mannheim führenden Bahnstrecke Mainz–Mannheim am 23. März 1853 feierlich in Betrieb genommen. Seit dem 17. Dezember 1945 ist der Haltepunkt (damals noch: Laubenheim (Rhein)) Zugfolgestelle. Die ursprüngliche Bezeichnung des Bahnhofs lautete Laubenheim. Die Eingemeindung von Laubenheim nach Mainz 1969 hatte die Umbenennung in Mainz-Laubenheim 1970 zur Folge.
1980 wurde die bis heute bestehende einzige Bahnüber- und Straßenunterführung erbaut. Fünf Jahre später erfolgte der Umbau des ehemaligen Bahnhofsgebäudes zu einem Kinder-, Jugend- und Kulturzentrum.
2014 wurde im Zuge der zweiten Ausbaustufe der S-Bahn RheinNeckar und der Eingliederung der Strecke Mainz–Ludwigshafen in das S-Bahn-Netz mit der Modernisierung der Haltepunktes Laubenheim begonnen. Hierbei wurden die beiden Außenbahnsteige auf die bei den von der S-Bahn RheinNeckar eingesetzten Fahrzeugen übliche Höhe von 76 Zentimeter angehoben und die Zugänge komplett barrierefrei gestaltet. Seitdem ist der Einstieg in die S-Bahnen für Rollstuhlfahrer und Kinderwägen problemlos möglich.

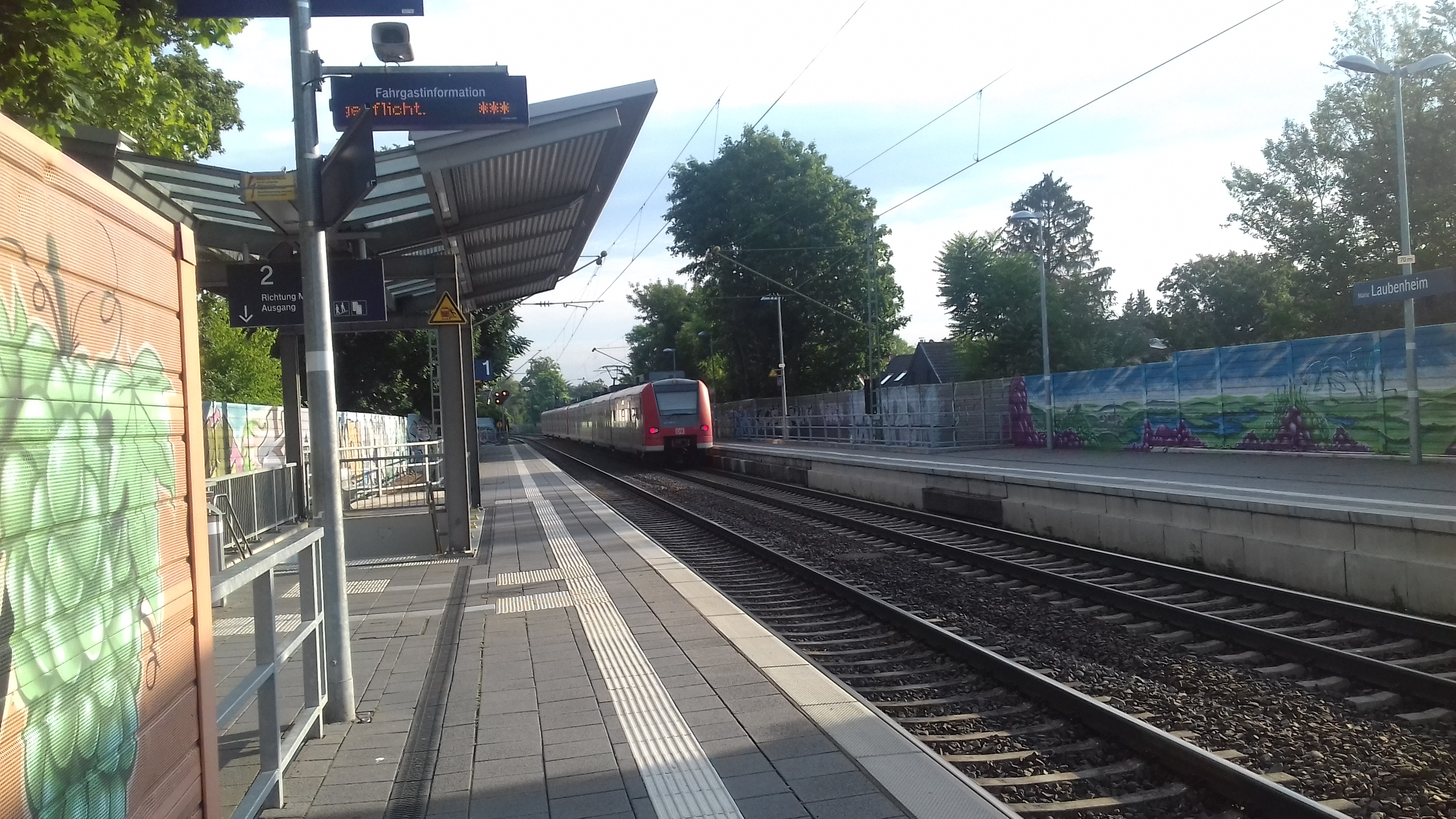
S 6 auf dem Weg nach Mainz Hauptbahnhof

Zum turnusgemäßen Sommer-Fahrplanwechsel am 10. Juni 2018 wurde die neue Linie S 6 der S-Bahn RheinNeckar in Betrieb genommen. Diese Linie ersetzte die bislang im S-Bahn-Vorlaufbetrieb verkehrende Regionalbahn-Linie RB 44.

## Empfangsgebäude
Das historische Empfangsgebäude ist in klassizistischen Formen unter weitgehendem Verzicht auf baulichen Schmuck zusammen mit der Strecke 1852 errichtet worden. Es kostete damals knapp 5.700 Gulden. Das Gebäude war traufständig, in der Mitte zweigeschossig und dreiachsig und hatte an beiden Seiten je einen eingeschossigen Anbau. Die Anbauten wurden nachträglich angefügt. Der südliche Anbau war eine offene Galerie, die später die Bahnsteigsperre aufnahm.
Die Mitte des Erdgeschosses durchzog ein Gang von der Straße zum Bahnsteig, auf den sich die Schalter für den Fahrkartenverkauf und – bahnsteigseitig – für die Gepäckabfertigung öffneten. Weiter gab es einen Warteraum und ein Büro für den Bahnhofsvorsteher. Dessen Wohnung befand sich im ersten Stock.
Seit 1962 erfolgte eine merkliche Rücknahme des bahnseitigen Angebots in Laubenheim. In diesem Jahr wurde der Eil- und Stückgutverkehr aufgegeben, 1978 das Empfangsgebäude für Reisende geschlossen. Die Stadt übernahm das Gebäude und richtete nach einem Umbau hier ein Jugendzentrum ein. Dabei wurde auch der südliche Flügel abgerissen und die drei Türen zum Bahnsteig zugemauert. Im Innern wurden nicht tragende Wände herausgenommen, andere durchbrochen, Fließenböden verlegt und Decken abgehängt.

## Betrieb

### Bahnverkehr
In Mainz-Laubenheim halten täglich im Halbstundentakt S-Bahnen der Linie S 6 der S-Bahn RheinNeckar.
| Linie | Verlauf | Takt                                               |
| ----- | --- | -------------------------------------------------- |
| S 6   | Bensheim – Heppenheim (Bergstr) – Laudenbach (Bergstr) – Hemsbach – Weinheim-Sulzbach – Weinheim (Bergstr) Hbf – (Weinheim-Lützelsachsen –) (einzelne Züge) Heddesheim/Hirschberg – Ladenburg – Neu-Edingen/Friedrichsfeld – Mannheim-Seckenheim – Mannheim ARENA/Maimarkt – Mannheim Hbf – Ludwigshafen (Rhein) Mitte – Ludwigshafen (Rhein) Hbf – Ludwigshafen-Oggersheim – Frankenthal Süd – Frankenthal Hbf – Bobenheim – Worms Hbf – Osthofen – Mettenheim – Alsheim – Guntersblum – Dienheim – Oppenheim – Nierstein – Nackenheim – Bodenheim – Mainz-Laubenheim – Mainz Römisches Theater – Mainz Hbf (← Wiesbaden Hbf) (ein Zug) Stand: Fahrplanwechsel Dezember 2021 | 60 min (Bensheim–Mannheim) 30 min (Mannheim–Mainz) |

### Busverkehr
Um den Bahnhof herum gibt es einige Bushaltestellen, durch die Laubenheim an mehrere Buslinien der Mainzer Verkehrsgesellschaft (MVG) gut an den restlichen Teil der Landeshauptstadt angeschlossen ist. Je nach Linie ist die Mainzer Innenstadt in etwa 15 bis 30 Minuten erreichbar.